# Woodland (Kalifornien)
Woodland (früher auch By Hell und Yolo City) ist eine Stadt im Yolo County, dessen County Seat sie ist, in Kalifornien.
Sie hatte 2010 nach Feststellung des United States Census Bureaus 55.468 Einwohner. Sie liegt etwa 20 km nördlich von Sacramento und gilt als ein nördlicher Vorort.

## Geographie
Woodlands geographische Koordinaten sind 38° 40′ N, 121° 46′ W (38,674054, −121,772498). Nach den Angaben des United States Census Bureaus hat die City eine Fläche von 26,7 km², die vollständig aus Landfläche besteht.
Woodland und seine Umgebung sind relativ flach. Das landwirtschaftlich nutzbare Land ist charakteristisch für das Central Valley und ist eine fruchtbare Fläche für den Anbau von Tomaten, Mais und anderen landwirtschaftlichen Erzeugnissen.

## Geschichte
Die Anfänge Woodlands gehen bis in das Jahr 1850 zurück, als Kalifornien zum Bundesstaat erhoben wurde und das Yolo County gegründet wurde. Die Stadt erhielt ein Postamt, und ein Jahr später wurde der County Seat von Washington – dem heutigen West Sacramento – hierher verlegt, weil Washington überschwemmt wurde. Durch die Nähe zu Sacramento und den Bau der Eisenbahn wurde Woodland zu einer lebhaften landwirtschaftlichen Gemeinde.

## Infrastruktur und Verkehr
Woodland wird durch ein Bussystem des Countys bedient, das unter dem Namen YOLOBUS bekannt ist. Mehrere Busverbindungen führen von Woodland nach Sacramento, Davis und anderen Gebieten innerhalb des Countys. Zwei Autobahnen – die State Route 113 und der Interstate 5 schließen die Stadt an das Fernstraßennetz an. Das Ortsstraßennetz ist auf dem US-amerikanischen Vermessungsgitter aufgebaut.

## Demographie
Zum Zeitpunkt des United States Census 2000 bewohnten Woodland 49.151 Personen. Die Bevölkerungsdichte betrug 1840,7 Personen pro km². Es gab 17.120 Wohneinheiten, durchschnittlich 641,1 pro km². Die Bevölkerung Woodlands bestand zu 66,84 % aus Weißen, 1,28 % Schwarzen oder African American, 1,46 % Native American, 3,77 % Asian, 0,28 % Pacific Islander, 21,50 % gaben an, anderen Rassen anzugehören und 4,88 % nannten zwei oder mehr Rassen. 38,83 % der Bevölkerung erklärten, Hispanos oder Latinos jeglicher Rasse zu sein.
Die Bewohner Woodlands verteilten sich auf 16.751 Haushalte, von denen in 40,1 % Kinder unter 18 Jahren lebten. 54,8 % der Haushalte stellten Verheiratete, 12,9 % hatten einen weiblichen Haushaltsvorstand ohne Ehemann und 26,7 % bildeten keine Familien. 21,0 % der Haushalte bestanden aus Einzelpersonen und in 8,4 % aller Haushalte lebte jemand im Alter von 65 Jahren oder mehr alleine. Die durchschnittliche Haushaltsgröße betrug 2,89 und die durchschnittliche Familiengröße 3,37 Personen.
Die Bevölkerung verteilte sich auf 29,7 % Minderjährige, 9,6 % 18–24-Jährige, 30,3 % 25–44-Jährige, 19,9 % 45–64-Jährige und 10,5 % im Alter von 65 Jahren oder mehr. Das Durchschnittsalter betrug 32 Jahre. Auf jeweils 100 Frauen entfielen 96,2 Männer. Bei den über 18-Jährigen entfielen auf 100 Frauen 92,5 Männer.
Das mittlere Haushaltseinkommen in Woodland betrug 44.449 US-Dollar und das mittlere Familieneinkommen erreichte die Höhe von 48.689 US-Dollar. Das Durchschnittseinkommen der Männer betrug 34.606 US-Dollar, gegenüber US-Dollar bei den Frauen. Das Pro-Kopf-Einkommen belief sich auf 18.042 US-Dollar. 9,2 % der Bevölkerung und 11,9 % der Familien hatten ein Einkommen unterhalb der Armutsgrenze, davon waren 14,0 % der Minderjährigen und 7,3 % der Altersgruppe 65 Jahre und mehr betroffen.
| 1880  | 1890  | 1900  | 1910  | 1920  | 1930  | 1940  | 1950  | 1960   | 1970   | 1980   | 1990   | 2000   | 2010   | 2020   |
| ----- | ----- | ----- | ----- | ----- | ----- | ----- | ----- | ------ | ------ | ------ | ------ | ------ | ------ | ------ |
| 2.257 | 3.069 | 2.886 | 3.187 | 4.147 | 5.548 | 6.637 | 9.386 | 13.524 | 20.677 | 30.235 | 39.802 | 49.151 | 55.468 | 61.032 |

## Verwaltung
Woodland wurde als City inkorporiert und wird von einem fünfköpfigen Stadtrat verwaltet, dem der Bürgermeister vorsteht. Stadträte und Bürgermeister werden auf jeweils vier Jahre gewählt. Der Vizebürgermeister wird durch das Stadtratsmitglied gestellt, das bei der Wahl die höchste Stimmenzahl erreichte. Er tauscht in der zweiten Hälfte der Wahlperiode seine Position mit dem Bürgermeister. Die Verwaltung der Stadt mit ihren derzeit 376 festangestellten Mitarbeitern wird von einem Stadtdirektor geleitet.
Woodland gehört zum 5. Wahlbezirks des Senats von Kalifornien und zum 8. Wahlbezirk der California State Assembly. Auf Bundesebene liegt die Stadt im Ersten Kongresswahlbezirk Kaliforniens.

## Kultureinrichtungen

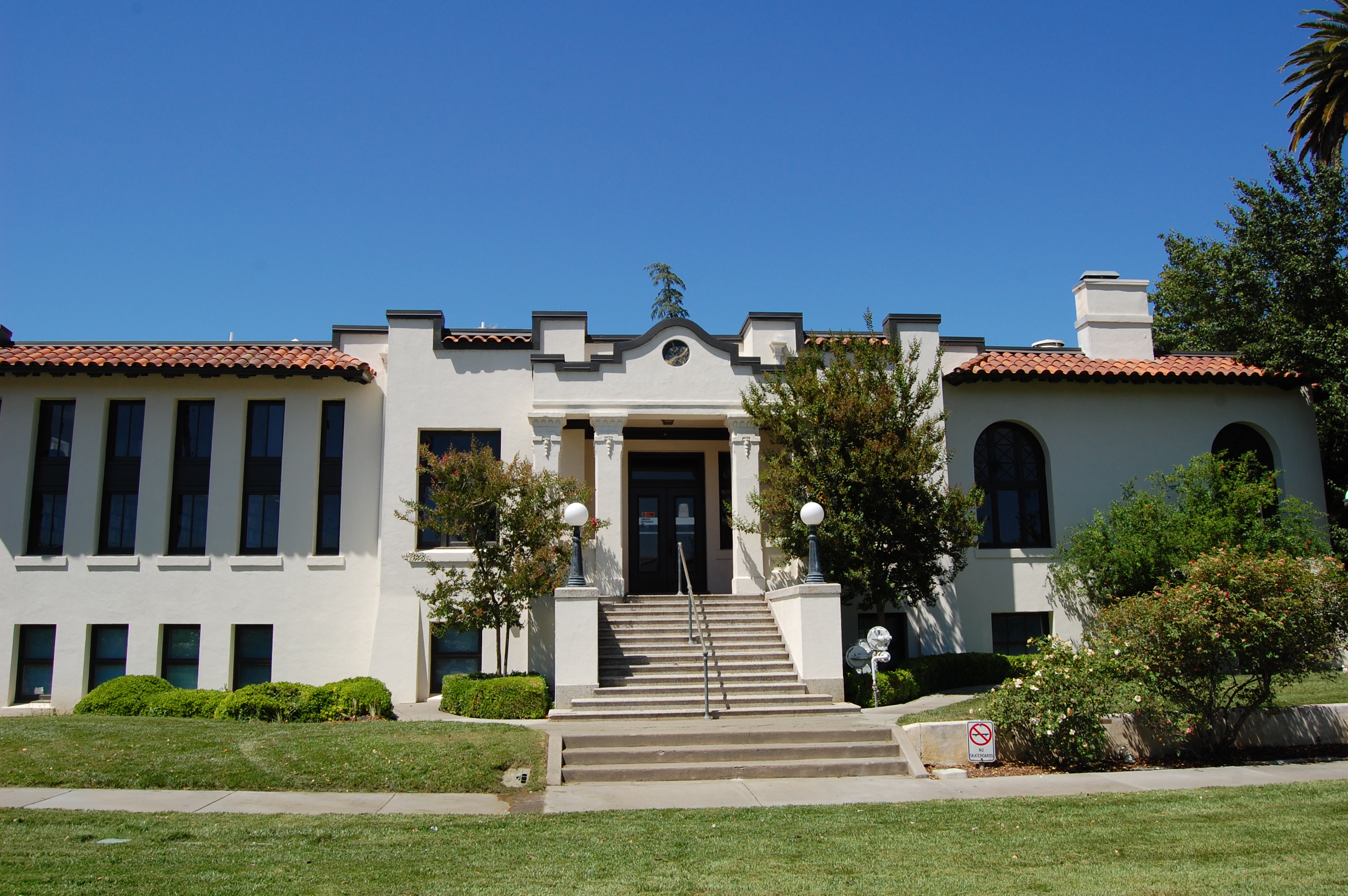
Woodland Public Library

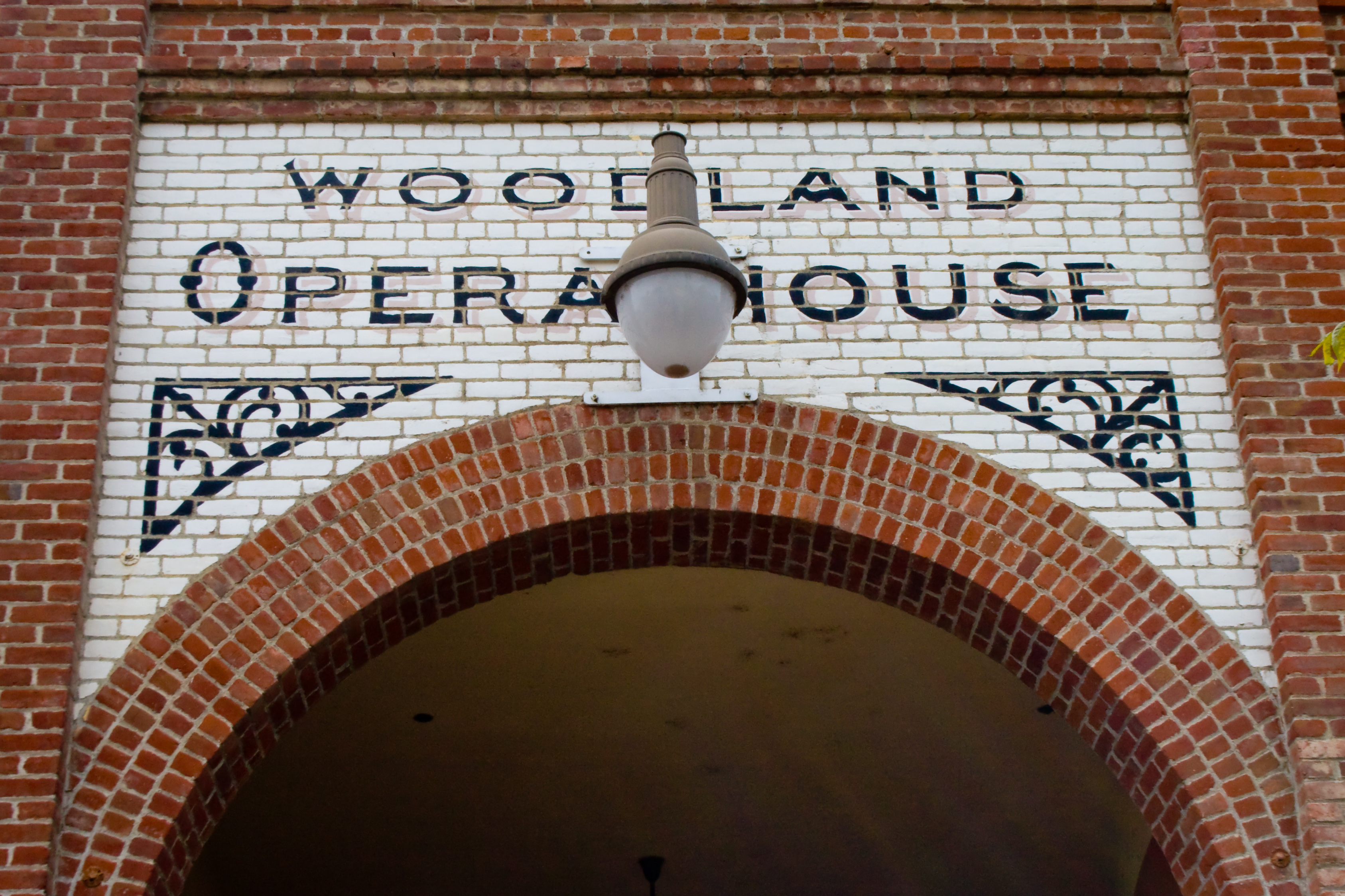
Eingang Woodland Opera House

In Woodland gibt es mehrere kleine Museen. Das Heidrick Ag History Center ist eine Art Landwirtschaftsmuseum. Es zeigt seltene und einzigartige landwirtschaftliche Nutzmaschinen aus der Zeit vom Ende des 19. bis zur Mitte des 20. Jahrhunderts. Das Hays Antique Truck Museum hingegen zeigt über einhundert verschiedene Lastwagen, die von Wayne Hays, einem ehemaligen Lastwagenfahrer, gesammelt und restauriert wurden.
Ein anderes Museum ist das Yolo County Historical Museum, das sich auf dem etwa ein Hektar großen Grundstück von William und Mary Gibson befindet, einem Ehepaar aus der Pionierzeit Woodlands. Der Bau ihres Hauses, das in das National Register of Historic Places eingetragen ist, begann 1857. Das Museum erwarb das Anwesen 1975. Es beherbergt Einrichtungen und Artefakte aus der Zeit von den 1850er bis in die 1930er Jahre. Das Gibson Mansion zeigt das tagtägliche Leben dieser Ära, aber auch wechselnde Ausstellungen zur Geschichte des Yolo Countys.
Die Woodland Public Library wurde als eine Bibliothek aus Mitteln von Andrew Carnegie gegründet und 1905 gebaut. Sie ist die älteste Carnegie Library in Kalifornien, die noch immer in Betrieb ist.
Das Woodland Opera House ist eine California Historical Landmark und ebenfalls in das National Register of Historic Places eingetragen. Es entstand 1885 und wurde nach einem Brand an derselben Stelle von 1895 bis 1896 wieder aufgebaut. In diesem ersten Opernhaus im Sacramento Valley traten unter anderen John Philip Sousa, Verna Felton und Helena Modjeska auf. Den größten Teil des 20. Jahrhunderts wurde das Theater nicht genutzt, nach Renovierungen dient es heute zu Aufführungen von Theater- und Musikaufführungen.

## Medien
Die örtliche Zeitung ist der Daily Democrat, der 1857 gegründet wurde, noch bevor die Stadt als City inkorporiert wurde. Ebenfalls weitverbreitet gelesen wird der Sacramento Bee.
Ein offener Sender auf Kanal 21 zeigt Berichte von Aktivitäten in der Gemeinde. etwa Spiele der Highschool-Football-Mannschaften, Berichte von der Woodland Christmas Parade. Jedermann, der in Woodland wohnt, kann freigegebene Inhalte senden.
Einige Kinofilme wurden zumindest teilweise in der Stadt gedreht, etwa Letters from a Killer und einige Szenen von Noch drei Männer, noch ein Baby.

## Städtepartnerschaft
La Piedad in Mexiko ist die Partnerstadt Woodlands.

## Söhne und Töchter der Stadt
- Margaret T. Hodgen (1890–1977), Soziologin und Autorin
- Eddy Howard (1914–1963), Sänger und Bandleader
- Kendra Shank (* 1958), Jazzsängerin, Gitarristin und Perkussionistin
- Bobbie Cryner (* 1961), Countrysängerin und -liedschreiberin
- Jillian Camarena-Williams (* 1982), Kugelstoßerin
- Dustin Pedroia (* 1983), Baseballspieler
- Sagen Maddalena (* 1993), Sportschützin
- Da’vian Kimbrough (* 2010), Fußballspieler